# Freiherren von Fick

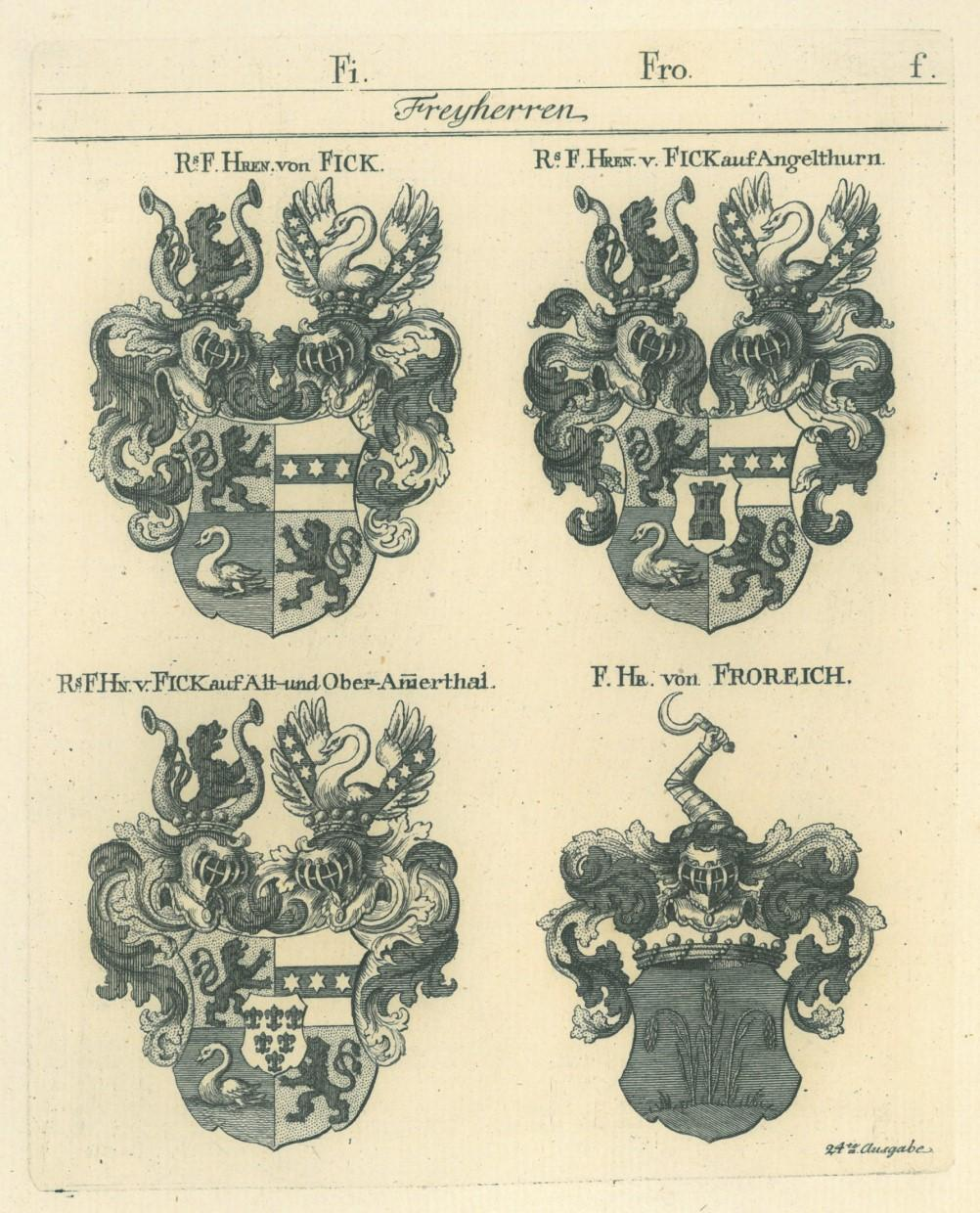
Wappen der Freiherren von Fick zu Ammerthal und zu Angelthurn, Auszug aus dem Wappenbuch von Tyroff

Die Freiherren von Fick waren ursprünglich ein fränkisches Geschlecht, das sich später in den Linien zu Angeltürn in Baden und zu Ammerthal in der Oberpfalz aufteilte.

## Geschichte

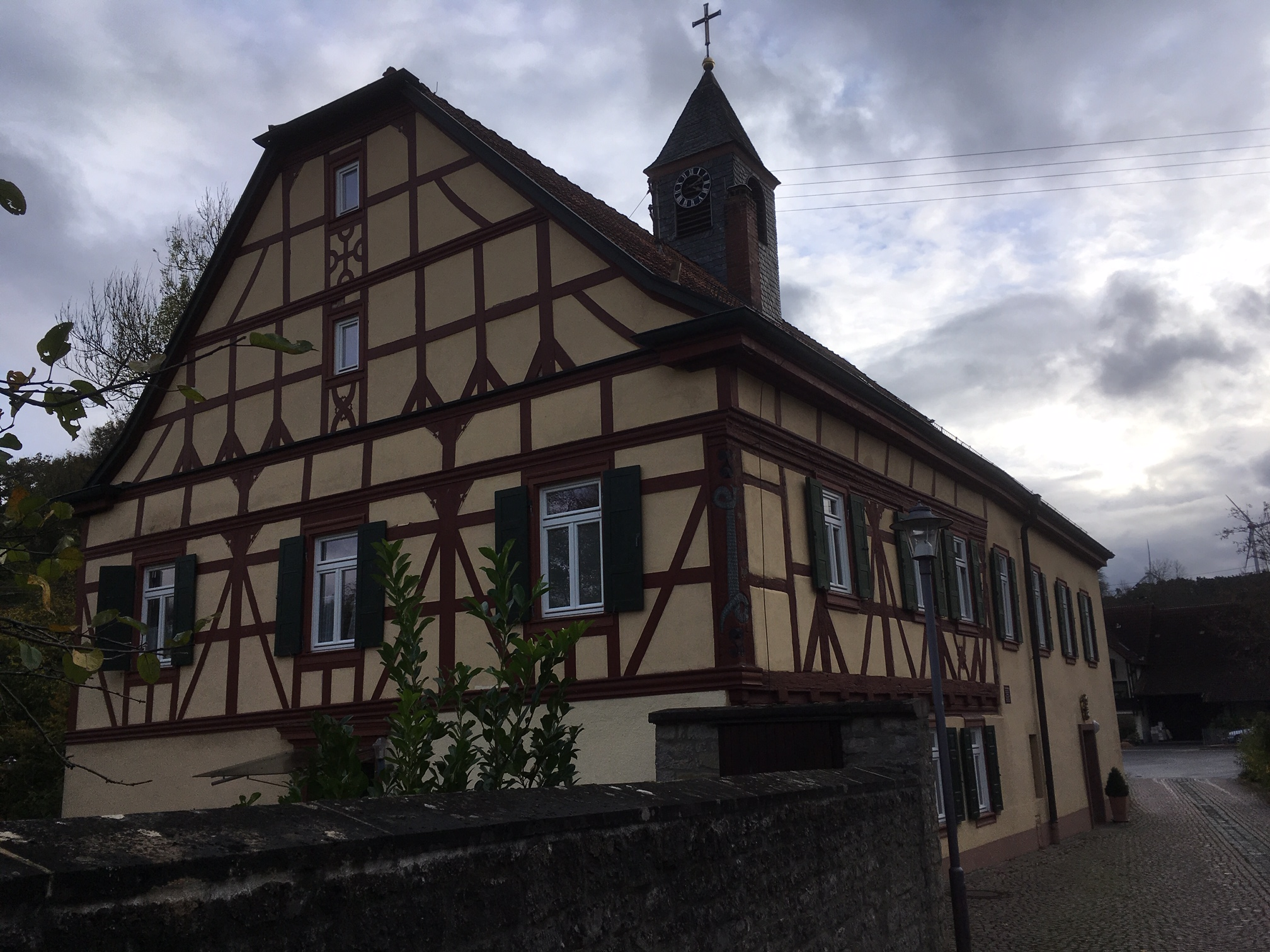
Ehemals Fick'sches Schloss zu Angeltürn, heute katholisch Kirche und Pfarrhaus

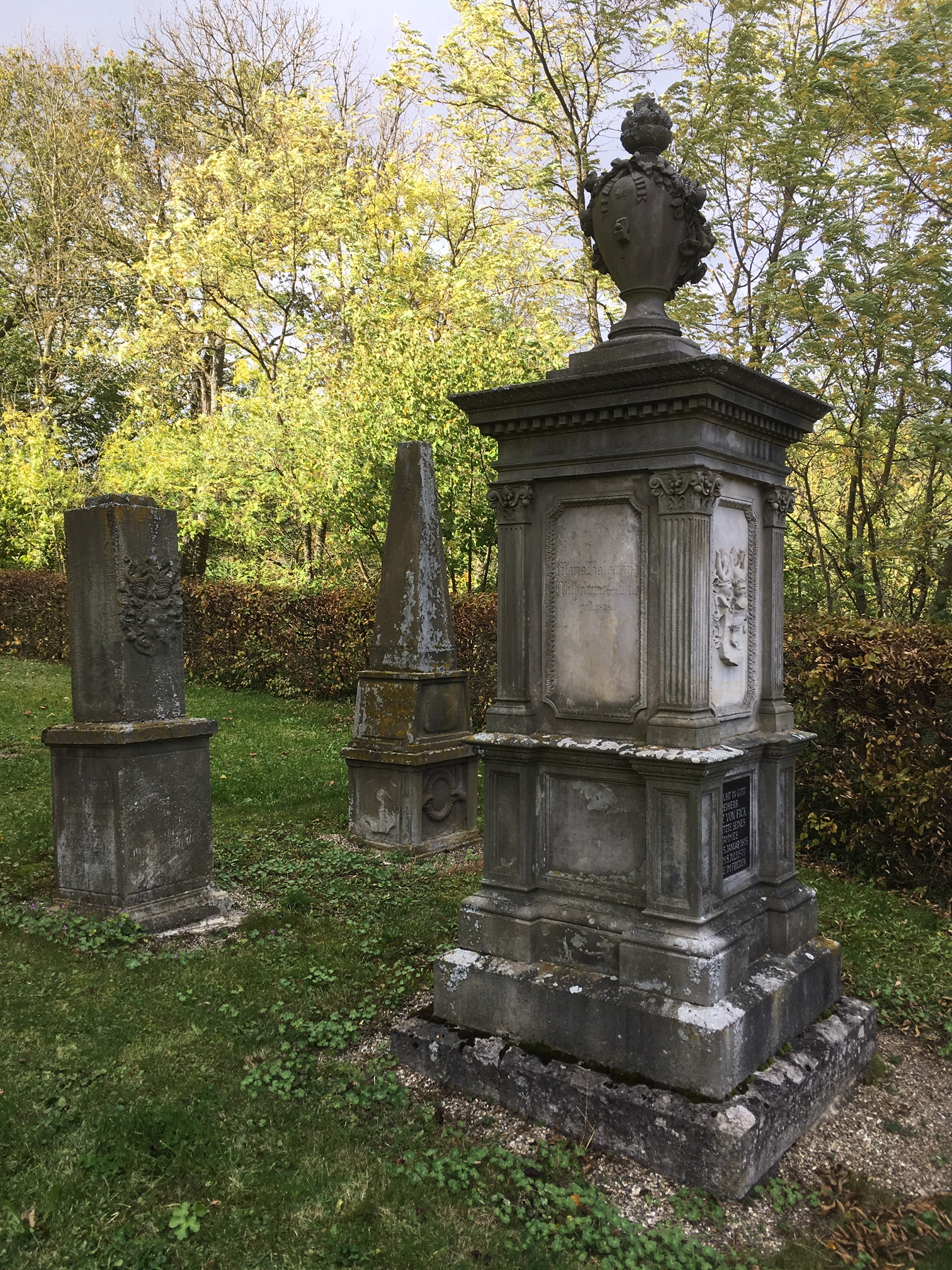
Grabmal des Freiherrn Franz von Fick, gestorben am 8. Juli 1879, der letzte seines Stammes, im Friedhof der Wehrkirche Angeltürn

Anfang des 17. Jahrhunderts war Paul Fick Kauf- und Handelsherr zu Nürnberg (Franken). Die Familie ging dann in die Oberpfalz, wo Joachim Joseph Fick vorsitzender Rat der Hofkammer in Sulzbach und Landsasse der Hofmark Hohentreswitz (1744–1752) war. Er wurde am 12. Juli 1769 vom Kurfürst Karl Theodor (damals Reichsverweser) für sich und seine Nachkommen in den Freiherrenstand erhoben. Der älteste Sohn Joseph von Fick gründete die Linie in Angeltürn, der jüngere Sohn Johann Christoph von Fick gründete die Linie zu Ammerthal.

### Freiherren von Fick zu Ammerthal
Die folgenden Personen der Freiherren von Fick zu Ammerthal wurden urkundlich erwähnt:
- Johann Christoph von Fick: Herr auf Ober- und Nieder-Ammerthal, kurpfälzischer Geheimerrat und Oberhofmeister der verwitweten Pfalzgräfin von Zweibrücken. 1784 kurbayerischer Regierungsrath zu Amberg, Pfleger zu Heideck und Hilpoltstein. In einer anderen Quelle auch genannt als Christoph Josef.
- Christoph Josef von Fick (?–1787): Regierungsrat und Hofkammerrat zu Sulzbach seit 1765, der verwitweten Pfalzgraf von Zweybrücken Hofkavalier daselbst, auch Haupt-Pfleger zu Heideck und Hilpoltstein Herzogtums Pfalz-Neuburg ao 1781, schreibt sich auf Ober- und Unterammerthal Landgerichts Amberg ao 1783, seit 1785  Pfalzbair geheimer Rat. Dessen Kinder:
- Anne von Fick: Vermählt seit dem 21. Juni 1790 mit Philipp von Schmitt zu Ammerthal, Direktor der k. b. Landesdirektion zu Amberg.
- Karl von Fick: Grenadierhauptmann des königlichen baierischen 9. Linien-Infanterieregiments Graf Isenburg und Ritter des militärischen Verdienstordens.
- Francisce von Fick: Vermählt mit dem königlich baierischen Landesdirektionsrat, Freiherr Gottfried von Stengel und 1808 gestorben.[3]
- Freiherr Carl Franz de Paula (1774–?): Enkel des Freiherrn Joachim Joseph, k. bayer. Oberst des 2. Linien-Infanterie-Regiments, wurde in die Adelsmatrikel des Kgr. Bayern in der Classe der Freiherren eingetragen.

1861 wurde im Adels-Lexikon angegeben, das die bayerische Linie nur auf einem Mannssprossen beruht, welcher von dem adeligen Prädikat gegenwärtig keinen Gebrauch macht.

### Freiherren von Fick zu Angeltürn

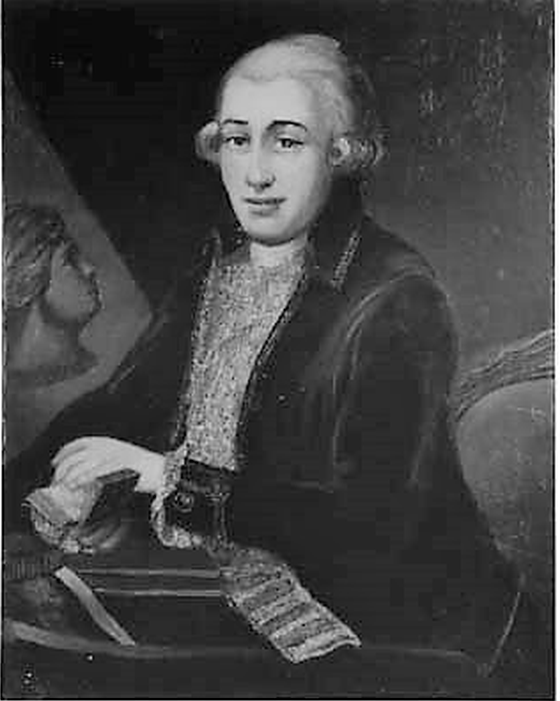
Freiherr Christian von Fick (1757–1809) zu Angelthurn, Gemälde ausgestellt im ehem. Schloss zu Angeltürn

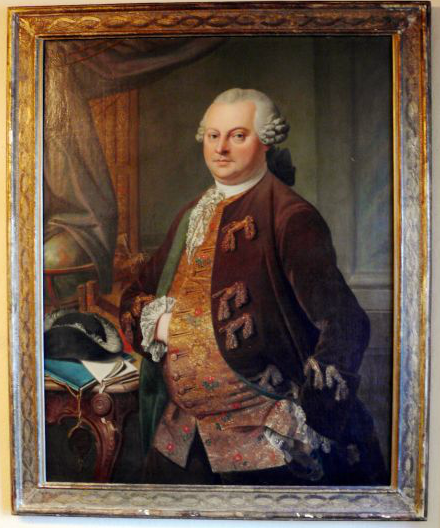
Joachim Josef von Fick (1769) zu Angelthurn, Gemälde ausgestellt im Heimatmuseum Boxberg

Die folgenden Personen der Freiherren von Fick zu Angeltürn (früher: Angelthurn) wurden urkundlich erwähnt:
- Freiherr Josef Mathias von Fick (?-1775): Er kam 1761 nach Mannheim und erwarb das Haus Nr. 93, heute M 1,3[4] (siehe auch Quadratestadt) von den Erben des Oberproviantmeisters Nicolaus Bender um 7.600 Gulden.[5] 1764 erwarb er von den im selben Jahr gefürsteten Grafen von Hohenlohe-Ingelfingen (Philipp Heinrich, Heinrich August und August Wilhelm)[6] Angeltürn (mit Schloss) um 16.000 Gulden. 1769 richtete er im Schloss ein Oratorium für die katholischen Einwohner ein. Er war kurpfälzischer Hofgerichtsdirektor und Vizekanzler[6] zu Mannheim, sowie Oberkurator der Universität Heidelberg[2]. Er war verheiratet mit Elisabetha Margarethe geb. von Hertzocker (Hartsocker). Er starb 1775 und hinterließ einen Sohn:
- Joachim Josef von Fick (1723–25. April 1790 in Mannheim[7][6]): Herr zu Angelthurn.[8][9] Als Vorsitzender (Hofkammerdirektor) bei der Churfürstlich-Pfälz.-Sulzbachischen Regierung und Hofkammer-Dicasterien leistete er den Kurfürsten 55 Jahre lang treue Dienste und wurde am 12. Juli 1769 zum Dank hierfür in den erblichen Reichsfreiherrenstand versetzt. Er war kurpfälzischer Geheimrat, Hofgerichts-Kanzleidirektor, Vize-Kanzler, und Oberkurator der Universität Heidelberg. 1772 wurde er, neben Freiherr von Oberndorff, zum zweiten Vormund der unehelichen Kinder von Karl Theodor (Kurfürst der Pfalz) und seiner Mätresse Josepha Seyffert (später Gräfin Josepha von Heydeck) ernannt.[10] (siehe auch Bretzenheim). Nach der Aufhebung des Jesuitenordens wurde ihm die Direktion über dessen Güter, Renten und Gefälle in der Pfalz übertragen.[8] 1779 wurde er zum Regierungsvizekanzler ernannt und 1784 Wirklicher Geheimer Rat.[11] Er starb 1790, seine drei Söhne waren: Johann, Christof und Christian Josef, Letzterer wurde Grundherr des Rittergutes Angeltürn.
- Christian Josef von Fick (16. Juli 1757[7] – 23. April 1809): Er wurde in Mannheim geboren und war Grundherr zu Angelthurn Er verheiratete sich 1786 mit der Freiin Elise (Maria Elisabetha) von Palmer einer Niederländerin.[8] Die kirchliche Hochzeit fand in der Kirche St. Lambertus in Düsseldorf statt, des Weiteren ist auch noch die Hochzeit in Lamersdorf (Kreis Düren) angegeben, wo die Familie von Palmer das Haus Lützeler besaß. Er wurde zum Wirklichen Hofgerichtsrat und später zum Regierungsrat ernannt. Er ging allerdings nicht mit nach München als 1778 Karl Theodor seine Residenz von Mannheim nach München verlegte. Seine Schwester Anna Maria heiratete 1790 den Geheimrat Anton von Klein.[8] 1803 verkaufte er sein Wohnhaus in Mannheim für 13.650 Gulden an den Hofagenten Aron Elias Seeligmann, den späteren Freiherrn von Eichthal und zog sich ganz nach Angeltürn zurück. Christian Josef starb am 23. April 1809. Von seinen zehn Kindern starben drei in früher Jugend. Vormund der vier Söhne und drei Töchter war der leiningische Amtmann Steiglehner zu Unterschüpf. Die Einkünfte waren so gering, dass Anton, Josef und Franz eine Militärlaufbahn einschlagen mussten, die Töchter blieben unverheiratet.[1][6] Dies waren u. a.:
  - Anton von Fick (? - 21. Juli 1844): Grossherzoglich badischer Hauptmann zu Carlsruhe
  - Joseph von Fick (1801 - 16. März 1849): Grossherzoglich badischer Hauptmann zu Carlsruhe
  - Carl von Fick (1793 - 5. Februar 1852): Grundherr zu Angelthurn. Als dieser 59-jährig am 5. Februar 1852 starb, wurde sein Bruder Franz Nachfolger.
  - Elisabeth von Fick (? - 24. August 1867)[6]
  - Franz von Fick (5. Januar 1805–1879): Grundherr zu Angelthurn. Er war der letzte seines Stammes und starb unvermählt (wie seine Geschwister) am 8. Juli 1879. Er vermachte seine Liegenschaften einer Stiftung zur Errichtung einer katholischen Pfarrei in seinem Schloss. 1901 haben der Großherzog und der Erzbischof von Freiburg dazu die Genehmigung erteilt.[6] Die Pfarrpfründe bestanden aus Schloss (Ficksches Schloss), Gärten, Park, Feldern, Wiesen und Wald und hatten einen damaligen Geldwert von 80.000 Mark.[12]

## Bedeutende Angehörige
- Rosalia Anna von Fick, Oberin des Salesianerinnenklosters in Sulzbach, (reg in den Zeiträumen 1761–67, 1771–77, 1782–88) und Schwester des Sulzbacher Stadtpfarrers und Bartholomäerpriesters Dekan Dr. Christian Freiherr von Fick (reg 1762–1785)[13]
- Maria Rosalia von Fick, Oberin des Salesianerinnenklosters in Sulzbach, (reg im Zeitraum 1794–1800)[13]
- Christian Joseph Freiherr von Fick, 1778 kurbayerischer Truchsess und 1782 wirklicher Hofgerichtsrath[2]
- Joseph Freiherr von Fick, kurbayerischer Geh. Rath und Vizekanzler zu Mannheim, sowie Vizekanzler der Universität Heidelberg[2]
- Christoph Freiherr von Fick, Herr auf Ober- und Nieder-Ammerthal, 1784 kurbayer. Regierungsrath zu Amberg, Pfleger zu Heideck und Hilpoltstein etc.[2]
- Johann Christian Freiherr von Fick, Doctor der Theologie, nach 1784 fürstl. Regensburg und fürstl. Eichstädtscher geistlicher Rath, Decan und Stadtpfarrer zu Sulzbach[2]

## Wappen
Stammwappen

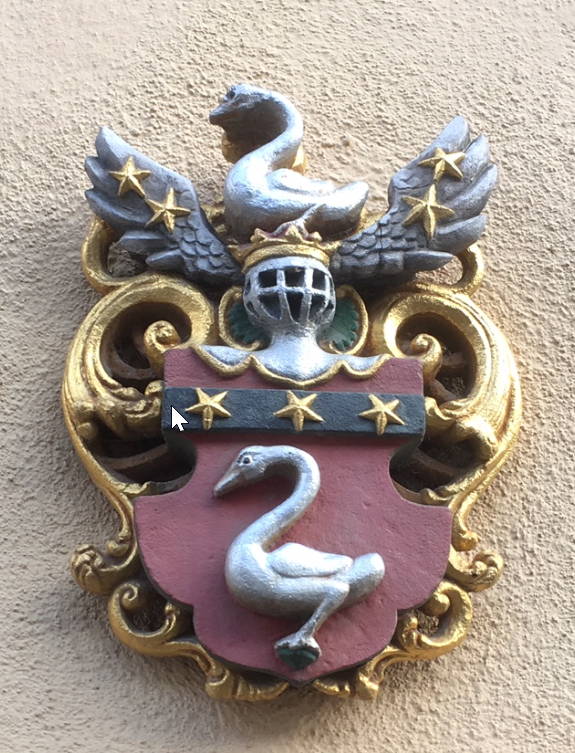
Wappen der Freiherren von Fick über der Eingangstür der katholischen Kirche (ehem. Ficksches Schloss) zu Angeltürn

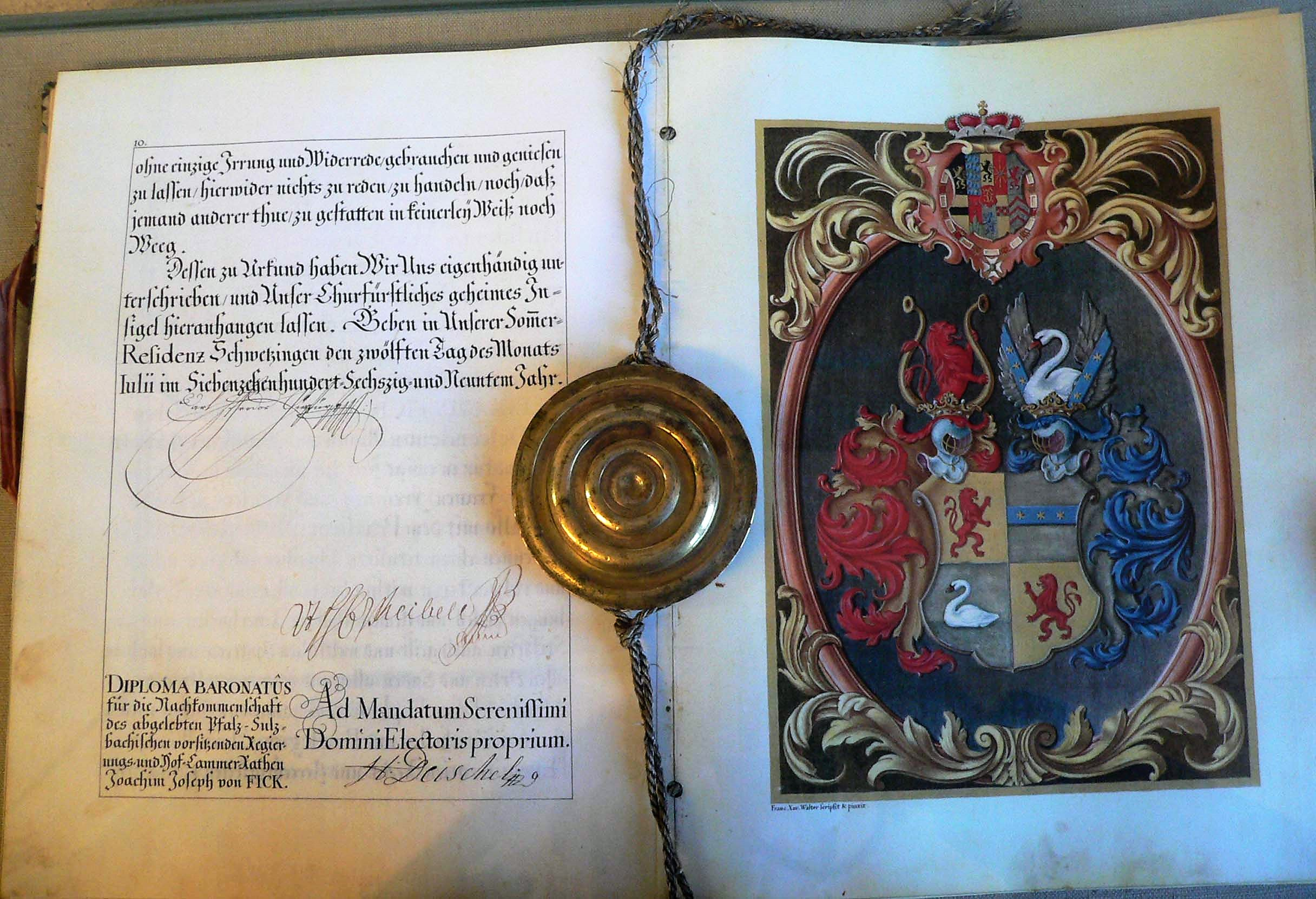
Wappenbrief des Freiherrn von Fick zu Angelthurn (1769) ausgestellt im Heimatmuseum Boxberg

Blasonierung: In Silber ein blauer mit drei Sternen belegter Querbalken, darunter im blauen Wasser schwimmend ein silberner Schwan; Helmzier: der silberne Schwan, Helmdecken blau-silbern.
Freiherrenwappen
Blasonierung: Ein quadrierter Schild: 1 und 4 in Gold ein roter einwärts gekehrter, zweischwänziger Löwe, 2 Silber mit blauem Querbalken, mit 3 sechsstrahligen Sternen besetzt, 3 in Blau ein silberner Schwan. Zwei gekrönte Helme: rechts zwischen zwei goldenen Büffelhörnern der rote Löwe wachsend, links ein silberner Schwan mit ausgebreiteten Flügeln, auf denen der belegte Balken des 3. Feldes, jedoch rechts in schrägrechter, links in schräglinker Richtung erscheint. Helmdecken rechts rot-gold, links silbern-blau.
Reichsfreiherrenwappen
Blasonierung: Durch die Erhebung in den Reichsherrenstand wurde das Freiherrenwappen 1769 mit einem Herzschild ergänzt: bei den Freiherren Fick zu Ammerthal zeigt es in Silber 6 blaue Lilien (3, 2, 1), jenes der Freiherren zu Angelthurn hat in Silber einen roten Turm (Thurn) mit drei Zinnen.